# 델 로드

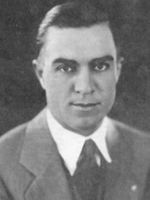

델 로드(Del Lord, 1894년 10월 7일 ~ 1970년 3월 23일)는 캐나다의 영화 감독, 배우, 각본가이다.
칼라바사스에서 사망하였다. 리버사이드 군에 매장되었다.

## 영화
- 헐리우드 가는 길 (1947년)
- 스리 스투지스 (1935~1948년)